# Brun ängsvaxskivling
Brun ängsvaxskivling (Hygrocybe colemanniana) är en svampart som först beskrevs av A. Bloxam, och fick sitt nu gällande namn av P.D. Orton & Watling 1969. Brun ängsvaxskivling ingår i släktet Hygrocybe och familjen Hygrophoraceae.  Arten är reproducerande i Sverige. Inga underarter finns listade i Catalogue of Life.